# ملکه کی (مجموعه تلویزیونی)
ملکه کی (کره‌ای: 기황후; هانجا: 奇皇后; لاتین‌نویسی اصلاح‌شده: Gi Hwanghu) یک مجموعهٔ تلویزیونی کره جنوبی سال ۲۰۱۳ با بازی ها جی‌وون، جو جین-مو، جی چانگ-ووک و بک جین-هی است. این مجموعه از ۲۸ اکتبر ۲۰۱۳ تا ۲۹ آوریل ۲۰۱۴، روزهای دوشنبه و سه‌شنبه ساعت ۲۱:۵۵ (کی‌اس‌تی) در ۵۱ قسمت از ام‌بی‌سی پخش شد.
این سریال که یک موفقیت داخلی و خارجی بود، جایزهٔ پرنده طلایی را برای سریال درام در نهمین جوایز بین‌المللی درامای سئول دریافت کرد. ها جی‌وون همچنین جایزهٔ بزرگ جوایز درامای ام‌بی‌سی را برای اجرای خود دریافت کرد.

## عنوان
عنوان کاری اولیهٔ این مجموعه Hwatu (کره‌ای: 화투; به معنای «نبرد گل‌ها») بود، اما عنوان آن برای جلوگیری از سردرگمی با هانافودا مشابه، تغییر کرد.

## خلاصهٔ داستان
این مجموعهٔ حول محور زندگی کی سونگ نیانگ، زنی متولد گوریو است که علیرغم محدودیت‌های سیستم طبقاتی آن دوران به قدرت می‌رسد و بعداً با طغون تیمور (امپراتور دودمان یوآن) ازدواج می‌کند تا به جای معشوقه‌اش وانگ یو، امپراتریس یوآن شود. این سریال توانست عشق عمیقی را که امپراتور نسبت به بانو کی داشت را برجسته کند و عشق‌ها و جاه‌طلبی‌های سیاسی او را به تصویر بکشد.

## بازیگران

### اصلی
- ها جی‌وون در نقش کی سونگ نیانگ
  - جونگ جی-سو در نقش کی سونگ نیانگ جوان

(ملکه کی، دختر کی‌جول، معشوقه وانگ یو و مادر ماها، همسر طغون تیمور و مادر آیوشیریدارا)
- جو جین-مو در نقش وانگ یو
  - آن دو گیو در نقش وانگ یو جوان

(ولیعهد و پادشاه گوریو، معشوقه سونگ نیانگ، پدر ماها)
- جی چانگ-ووک در نقش طغون تیمور (امپراتور دودمان یوآن، همسر ملکه کی، پدر آیوشیریدارا)
- بک جین-هی در نقش ملکه تاناشیری (دختر ال‌تیمور، خواهر تنکیشی و تالاهای، همسر طغون تیمور)

## بازخورد
این سریال در طول پخش خود به رتبه‌بندی بالایی دست یافت، و در جایگاه اول با بیشترین میزان بیننده ۳۳٫۹٪ قرار گرفت. طبق گزارشی از کانال یی‌تی‌تی‌وی تایوان، این سریال به عنوان بهترین برنامه خارجی برای سال ۲۰۱۴ با ۵٫۳۵٪ رتبه‌بندی شد و دومین سریال کره‌ای پس از جواهری در قصر (۲۰۰۳) شد که این کار را انجام داد. همچنین به دلیل مهارت‌های بازیگری قوی، پس‌زمینه جذاب و صحنه‌های استادانه‌اش، نقدهای مثبتی دریافت کرد.
علیرغم محبوبیت این سریال، به دلیل گنجاندن عناصر داستانی در مورد شخصیت‌ها و خط داستانی مورد انتقاد قرار گرفت. نگرانی زیادی در مورد تصویرسازی‌های سریال از امپراطور کی، که به عنوان یک جنگجوی شجاع در سریال به تصویر کشیده شده بود ایجاد شد. مورخان نگران بودند که مخاطبان این واقعیت را نادیده بگیرند که ملکه کی واقعی، مسئول حمله به سرزمین مادری خود بود.